# Zoo di Hellabrunn
Lo zoo di Hellabrunn (in tedesco Tierpark Hellabrunn) è un giardino zoologico e parco faunistico istituito nel comune di Monaco di Baviera in Germania, fondato nel 1911; il giardino copre un'area di circa 36 ettari.

## Alcuni animali ospitati dalla zona dello zoo di Hellabrunn

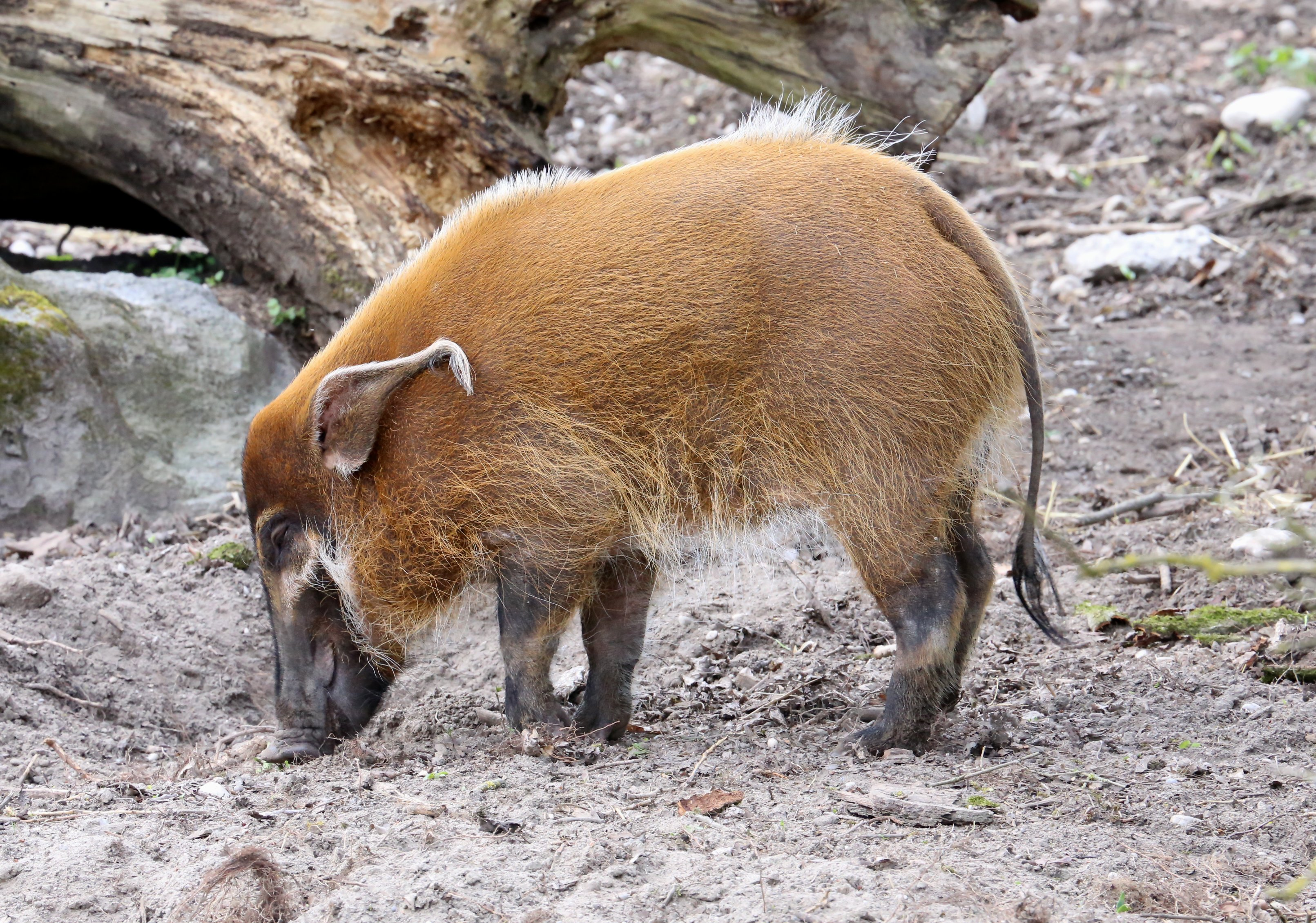
Potamochero
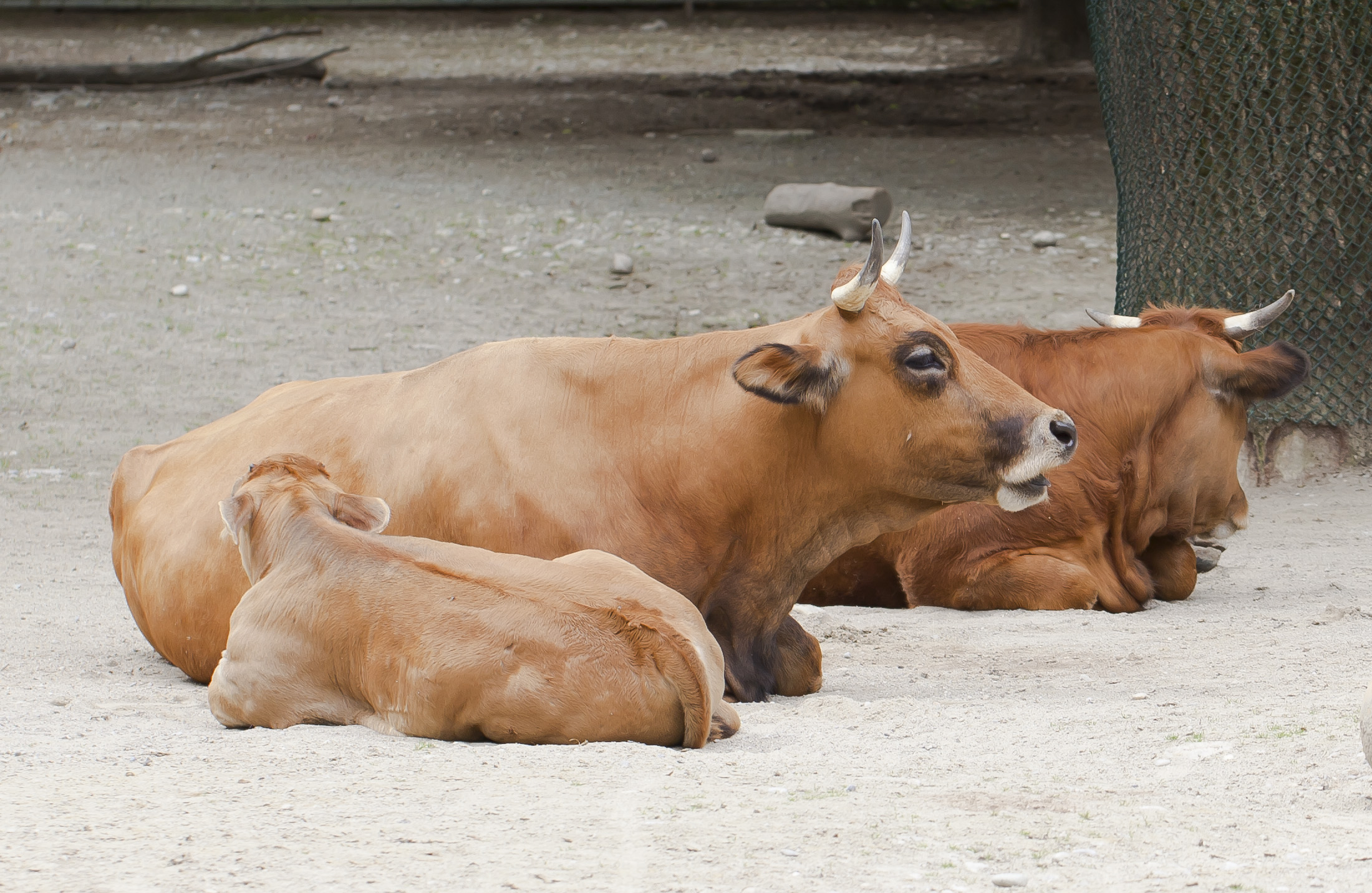
Uro di Heck
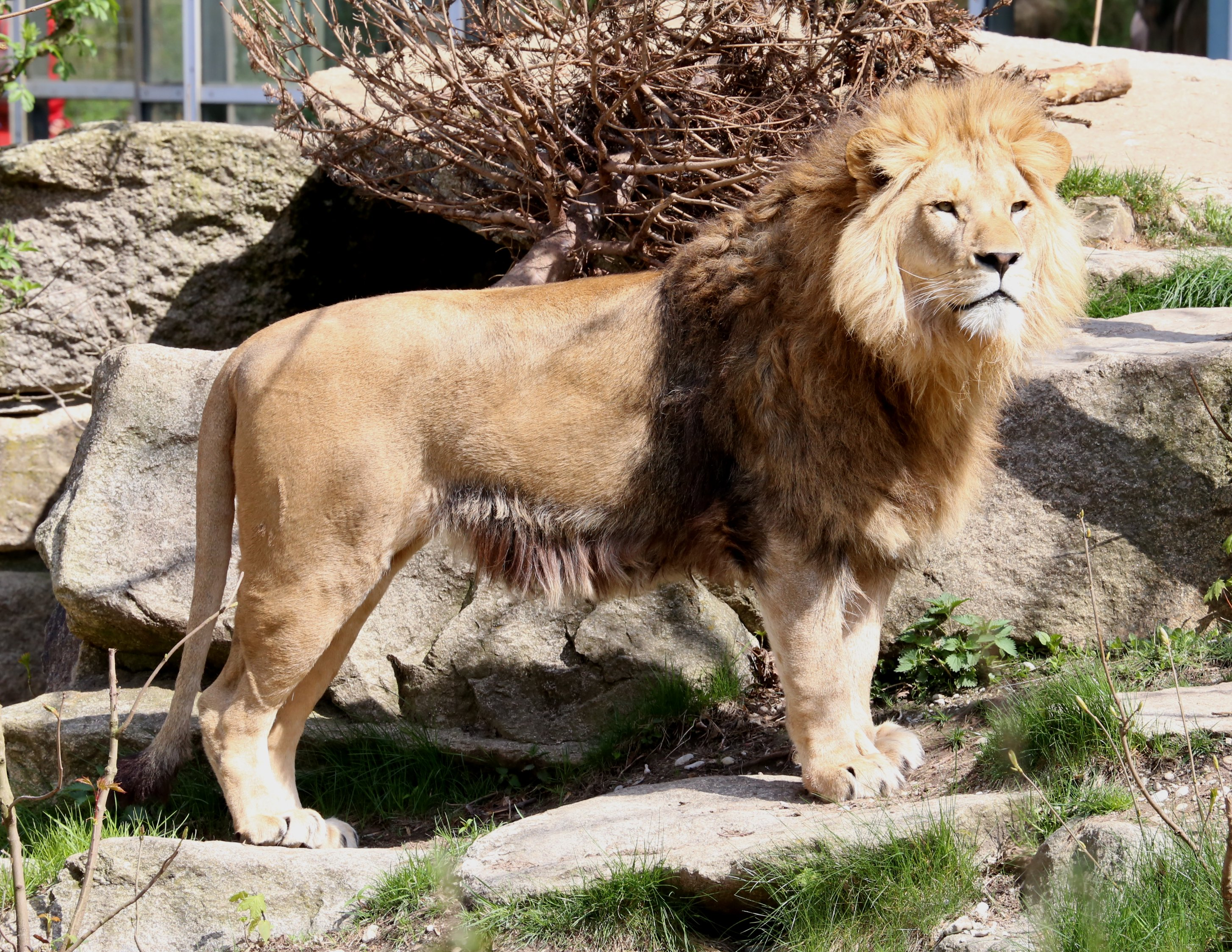
Leone
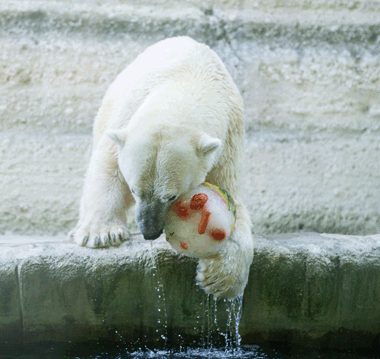
Orso polare
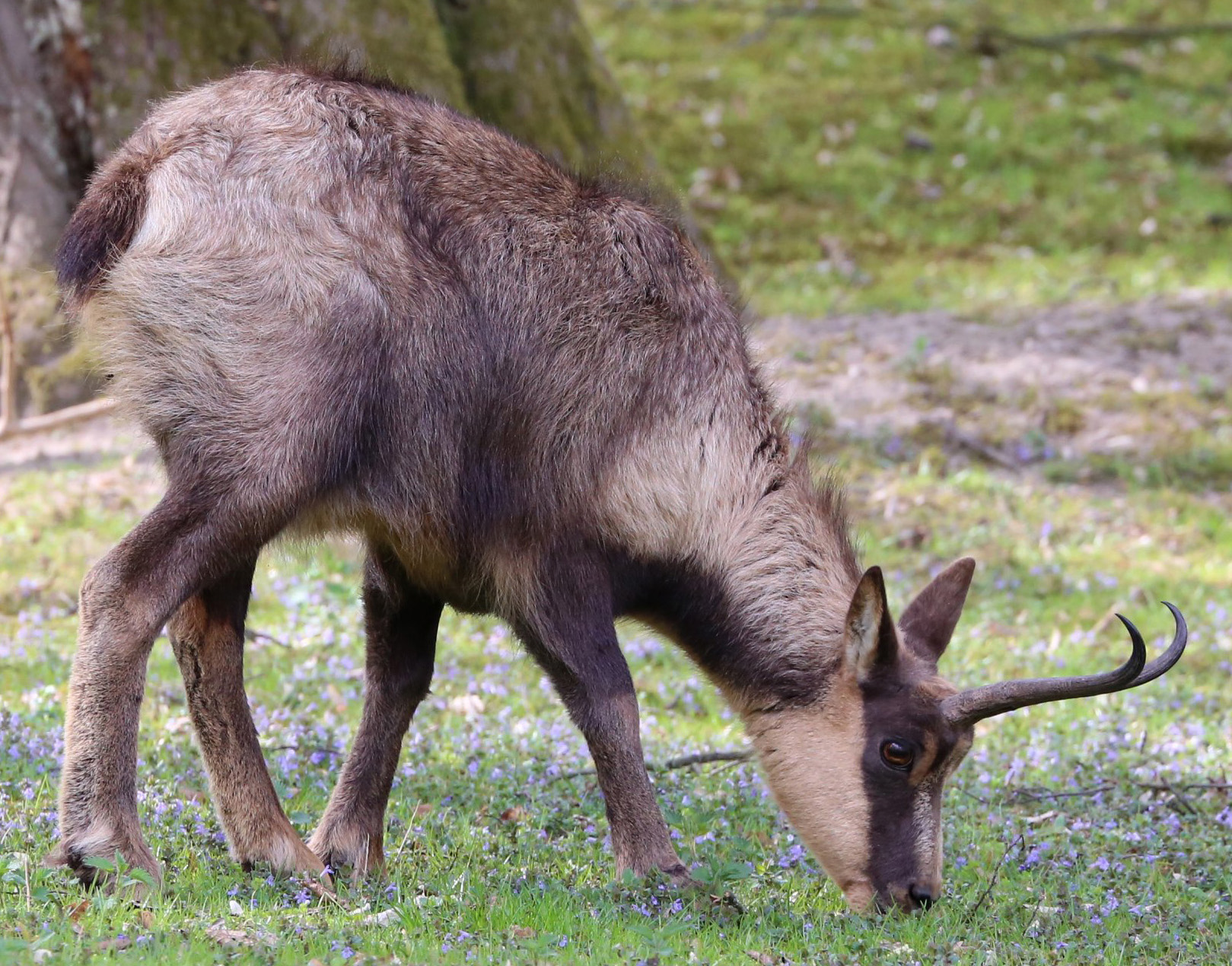
Camoscio abruzzese